# Нижегородский государственный лингвистический университет
Нижегоро́дский госуда́рственный лингвисти́ческий университе́т имени Н. А. Добролю́бова (НГЛУ; „Иняз“) — высшее учебное заведение в Нижнем Новгороде. Основан в 1937 как Горьковский педагогический институт иностранных языков, ведёт свою историю с 1917 года, когда в Нижегородском отделе народного образования были организованы губернские высшие курсы иностранных языков и литератур при ГубОНО.

## История
В 1917 году при Нижегородском ГубНО были организованы высшие губернские курсы иностранных языков. В 1937 году на базе курсов был основан Горьковский педагогический институт иностранных языков. Первые здания института (современные корпуса № 1 и № 2) построены в 1948 году на месте разрушенной Троицкой Верхнепосадской церкви на Старой Сенной (Старосенной) площади (1844). До постройки этих двух корпусов институт располагался в здании бывшей 3-й женской гимназии в Чернопрудском переулке (в наст. вр. библиотека им. Жуковского). В настоящее время корпуса университета (всего 4 корпуса) занимают всё пространство бывшей Старосенной площади и подземное пространство под ней.
Первоначально институт готовил преподавателей английского, немецкого, французского и испанского языков для средних школ и имел, соответственно, три факультета: английского, немецкого и романских языков. Также велась подготовка языковедов на заочном отделении.
В 1964 году создан переводческий факультет западноевропейских языков.
В 1990-е годы создано большое количество новых факультетов и кафедр, в 1994 институту присвоен статус лингвистического университета.

## Структура

### Высшие школы и институты
- Высшая школа лингвистики, педагогики и психологии
- Высшая школа международных отношений и мировой политики
- Высшая школа перевода
- Высшая школа социальных наук
- Институт русского языка
- Институт дистанционного обучения
- Институт непрерывного образования

### Кафедры
- Кафедра английской филологии
- Кафедра английского языка
- Кафедра английского языка и профессиональной коммуникации
- Кафедра теории и практики немецкого языка
- Кафедра теории и практики французского, испанского и итальянского языков
- Кафедра методики преподавания иностранных языков, педагогики и психологии
- Кафедра зарубежной литературы и межкультурной коммуникации
- Кафедра международных отношений и мировых политических процессов
- Кафедра истории и зарубежного регионоведения
- Кафедра восточных языков
- Кафедра английского языка Высшей школы перевода
- Кафедра теории и практики английского языка и перевода
- Кафедра теории и практики немецкого языка и перевода
- Кафедра теории и практики французского языка и перевода
- Кафедра физической культуры и спорта
- Кафедра мировой экономики и информатики
- Кафедра международного менеджмента и управления
- Кафедра философии, социологии и теории социальной коммуникации
- Кафедра рекламы, связей с общественностью и туризма
- Кафедра преподавания русского языка как родного и иностранного
- Кафедра международной журналистики
- Кафедра страноведения России и славистики
- Кафедра развития дистанционных технологий в образовании

## Международное сотрудничество
Нижегородский государственный лингвистический университет проводит интенсивную работу по вхождению в мировое образовательное пространство. НГЛУ им. Н. А. Добролюбова сотрудничает с:
- Университетом Равенсбург-Вайнгартена (Германия)
- Венским университетом (Австрия)
- Университетом Отто фон Герике в Магдебурге (Германия)
- Университетом иностранных языков Хангук (Южная Корея)
- Университетом Баня-Луки (Босния и Герцеговина)
- Университетом Женевы (Швейцария)
- Университетом Таммасат (Таиланд)
- Университетом Кадиса (Испания)